# 勐伴镇
勐伴镇，是中华人民共和国云南省西双版纳傣族自治州勐腊县下辖的一个乡镇级行政单位。

## 行政区划
勐伴镇下辖以下地区：
勐伴村、回落村、曼燕村和金厂河村。